# 하림궁
하림궁(河臨宮)은 신라의 진흥왕(眞興王)이 청풍강 유역을 점령하고 순수한 강역에서 악사(樂師) 우륵(于勒)을 불러 탄주한 별궁(別宮)이다.

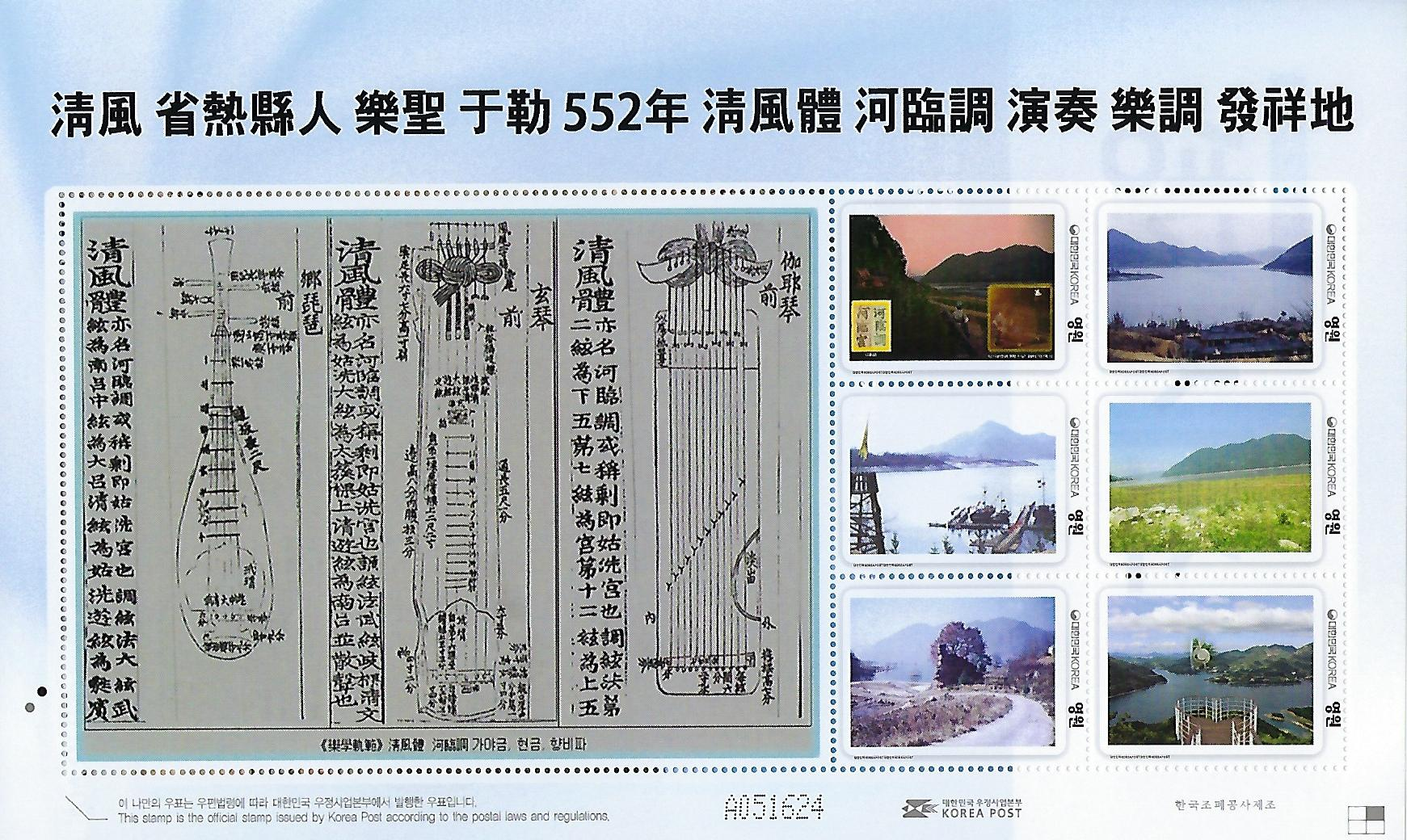
신라 진흥왕 어전에서 악성 우륵이 청풍체 하림조를 연주한 기념우표

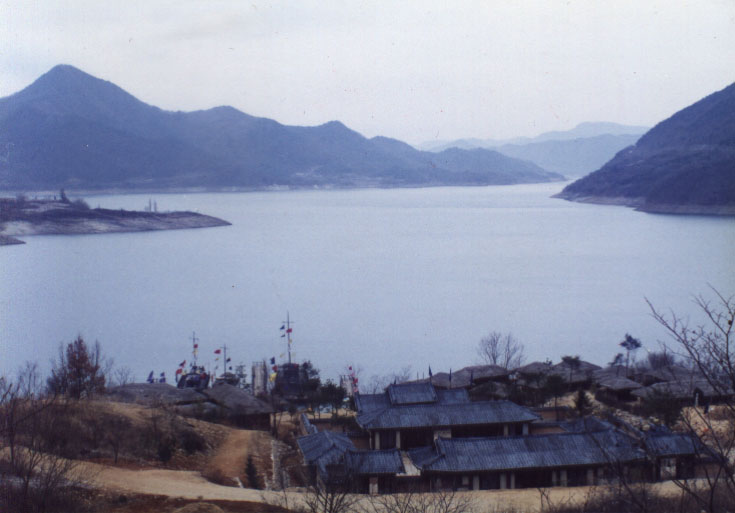
하림궁 비정 태조왕건 수상 촬영장 청풍호반

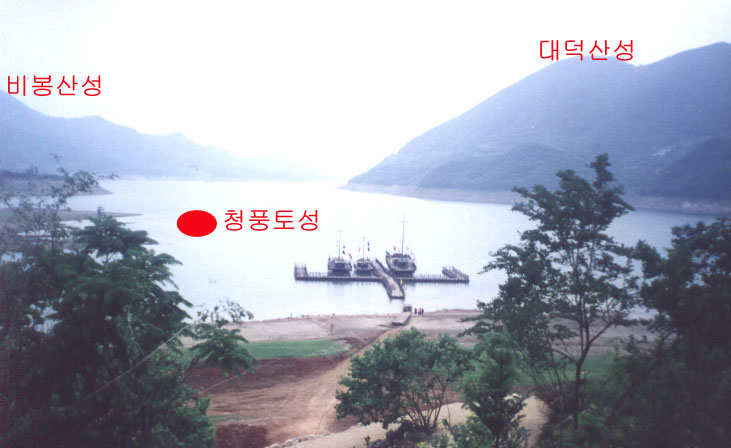
태조 왕건이 뱍란도를 재현한 벽란도에 하림궁으로 비정하는 청풍토성은 가뭄 때 드러난다.

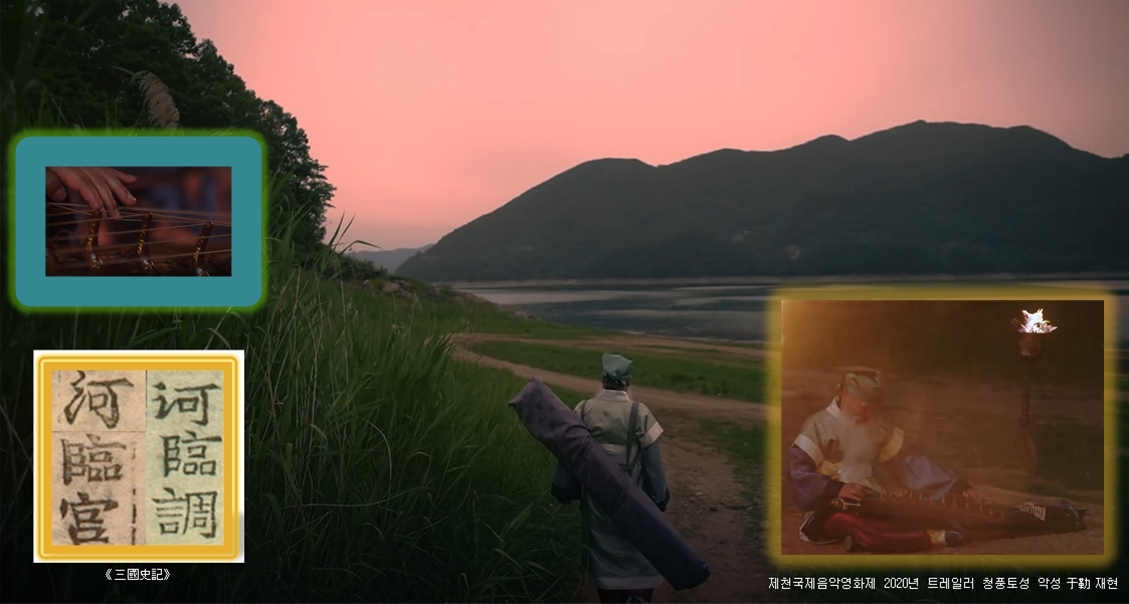
한국 전통음악의 시조격인 우륵의 고장 청풍은 하림조 악조의 발상지

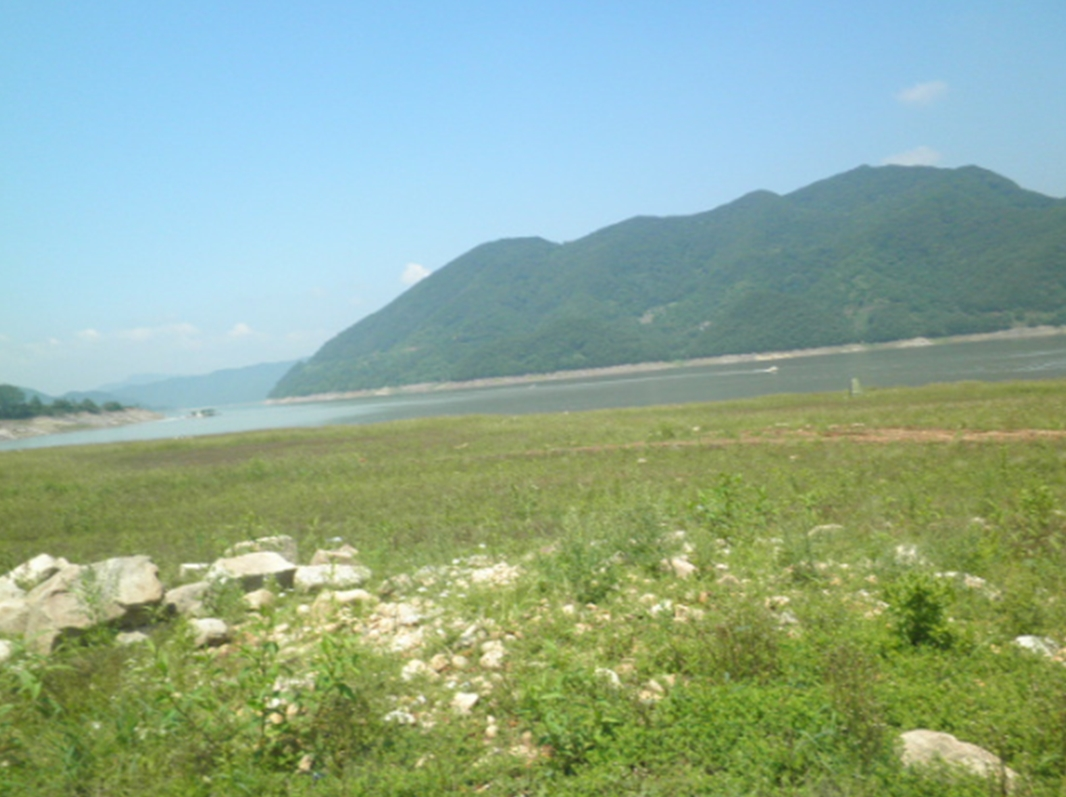
제천시 금성면 성내리 백제 청풍토성 수몰지역 하림궁 비정

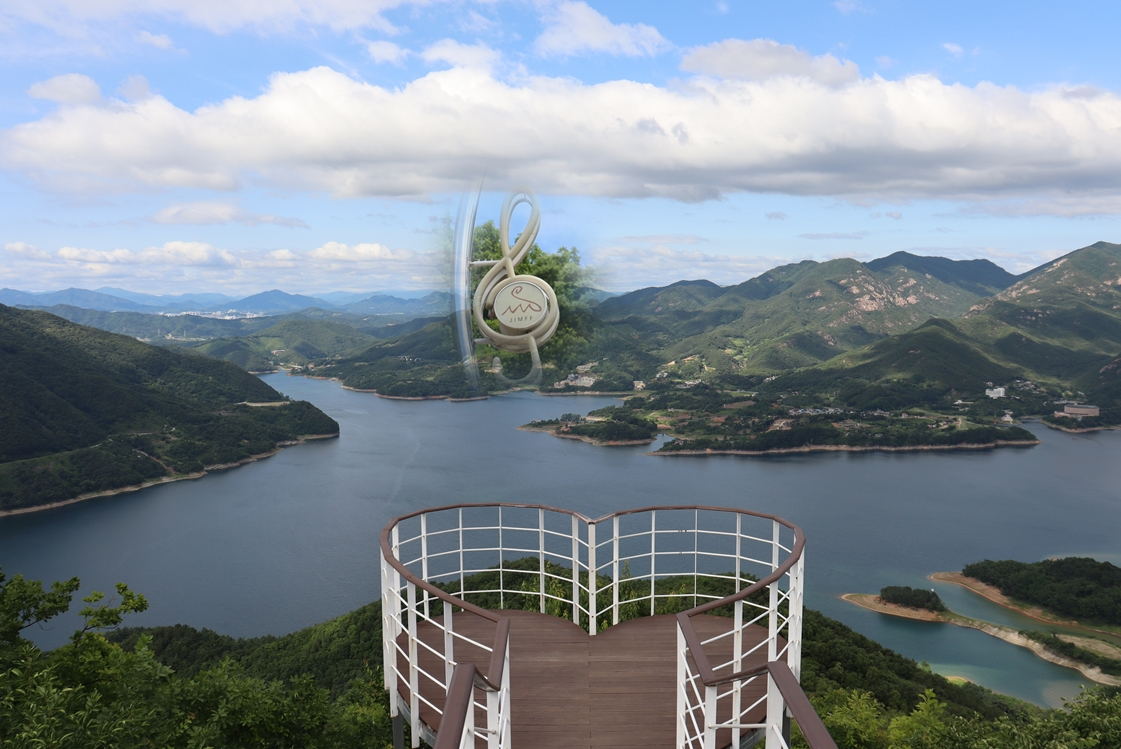
청풍 비봉산에서 본 청풍호에 수몰된 백제 청풍토성 하림궁 비정

## 진흥왕이 하림궁에 순수한 동기
- 《삼국사기》에 진흥왕 12년(551) 3월에, “왕이 순수(巡守)하다가 낭성(娘城)에 이르러서 우륵(于勒)과 그의 제자 이문(尼文)이 음악을 잘한다는 것을 듣고 특별히 불렀다. 왕이 하림궁(河臨宮)에 머무르며 음악을 연주하게 하였는데, 두 사람이 각각 새로운 노래를 지어 연주하였다.” 라는 낭성과 하림궁은 구분된다.
- 진흥왕은 550년에 단양에 고구려의 도살성(道薩城)과 제천에 금현성(金峴城)을 공취하면서 청풍강 유역에서 영토를 확고히 수비하기 위하여 고구려의 10군을 공취하지 않을 수 없었다.[1] 이 지역은 전략적인 전초기지로 충주 낭성(娘城)의 상류 청풍강 유역에 임시 가궁(假宮)인 하림궁(河臨宮)이 소재한 것으로 추론한다. 즉, 진흥왕은 551년 3월에 충주 낭성을 순행한 이후 557년에 국원소경을 설치한 시기의 공백 기간은 전란으로 폐허의 격전지를 복구할 수 있는 기간으로 볼 때 임시방편으로 가궁(假宮)을 세울 수밖에 없었을 것이다.

## 하림궁의 연원과 위치의 탐색
- 옛날에 한강의 이름을 신라에서는 강의 상류를 니하(泥河), 강의 하류를 왕봉하(王逢河)라고 별칭하였다.
- 하림궁(河臨宮)은 문자 그대로 해석하면, 대하(大河)의 강변에 임(臨)하였으니 물 하(河)자에 임할 림(臨)자를 뜻하는 하림궁(河臨宮)으로 명명한 것을 추론할 수 있다. 즉, 니하(泥河)의 강 이름에서 하림(河臨)의 하(河)자가 동일한 점이며 물가에 임하여 하림궁을 세운 것으로 추론한다.
- 《세종지리지》청풍군에, “대천(大川)은 북진(北津)이니, 군의 북쪽에 있다. 나룻배가 있다.” 라는 북진은 중부 내륙과 경상도에서 세곡을 수운(輸運)한 포구(浦口)로 물류의 집산지이다. 이 지역은 고려시대 안음역(安陰驛)의 역참(驛站)은 청풍에서 북진을 도선하여 제천과 강원도 지역으로 통행한 대로(大路)였다.
- 백제의 청풍토성을 명명하기 전에 성내리(城內里)의 지명에서 기인한 안성(安城)은 고교천(高橋川)과 무암계곡이 합수하는 토성에서 북진나루까지 약 1.3km로 근소한 거리였다.
- 경상도에서 세곡(稅穀)을 가지고 무암산의 새목재를 넘어서 무암계곡을 거쳐서 토성(土城)의 창고에 적재했다가 북진포구에서 한성으로 수운한 사통팔달의 요충지였다.

## 청풍강 유역 하림궁의 비정
- 청풍강 유역에 니하(泥河)는 고구려남진지세도(高句麗南進地勢圖)[2]에 보이는 니하(泥河)는 남한강 상류설은 일본 학자 쓰다[津田左右吉]가 처음 제기하였는데, 영춘(永春)·단양(丹陽) 부근의 남한강 상류를 주목하였다. 남한강 상류설은 이후 주정개장(酒井改藏)·이강래(李康來)·정운용(鄭雲龍)·이노우에(井上秀雄) 등에 의해서 계승되었으며, 서영일(徐榮一)도 논리는 다르지만 정선 일대를 주목하였다.[3] 이 자료에서 니하의 지리적인 위치는 남한강 상류라는 공통점을 내포하고 있으나 하림궁은 내포할 수 없다.
- 하림조(河臨調)의 명칭인 청풍체(淸風體)라는 명칭이 충북 제천군 청풍지방의 이름에서 유래했으리라고 추정[4]한 것으로 보아서 《악학궤범》에 청풍체(淸風體) 하림조(河臨調)는 진흥왕이 청풍강 유역에 임시 궁전인 하림궁(河臨宮)은 청풍지역이 유력하며, 그 가운데 청풍토성을 지목한다.
- 이 지역은 청풍호에 잠겼으나 가뭄 때 건물지의 주초석과 성곽의 흔적이 드러나며, 태조 왕건이 벽란도(碧瀾渡)를 재현한 사극의 현장으로 하림(河臨)과 연접성을 지닌다.